# Billy Graham

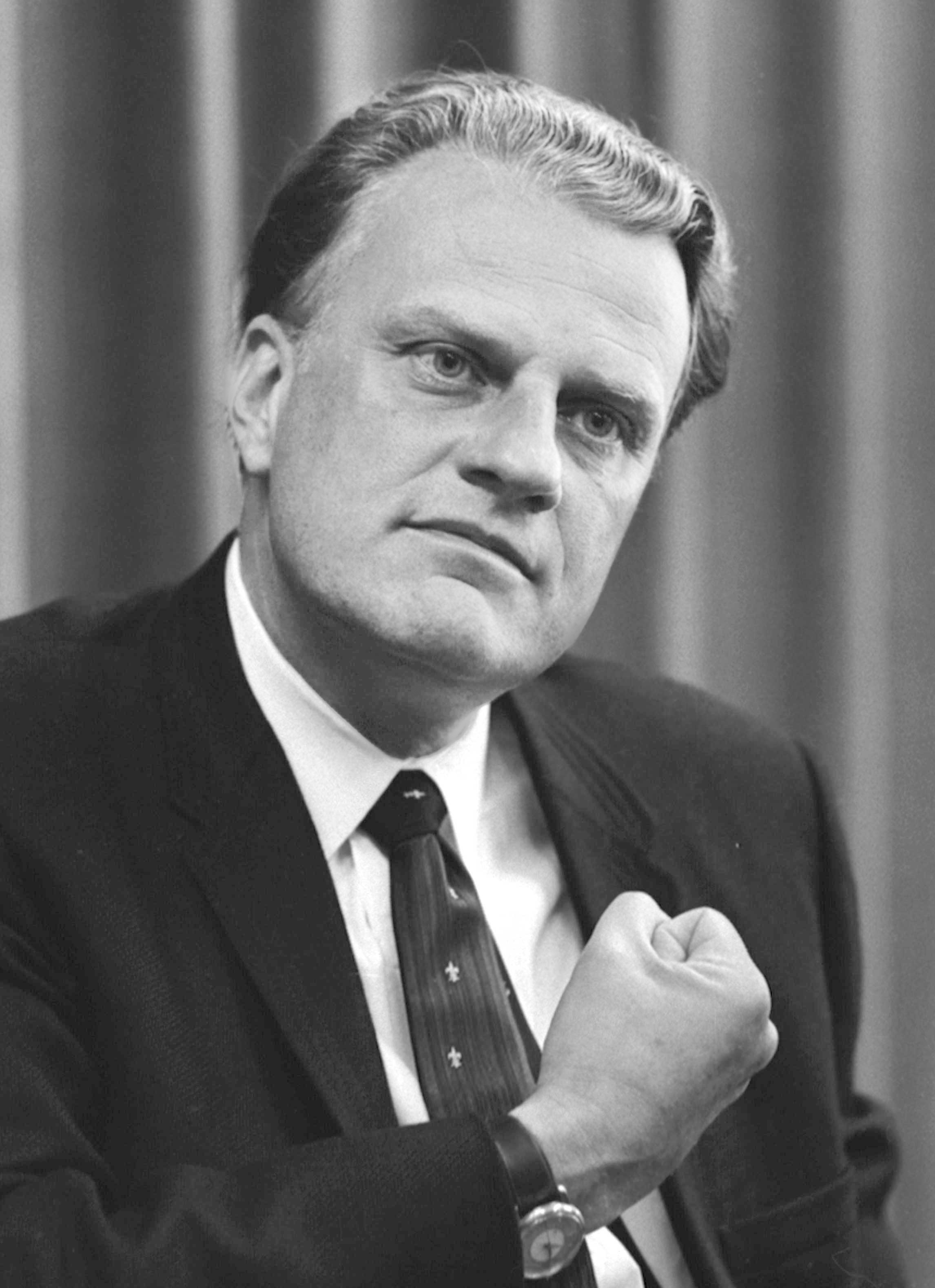
Billy Graham, 1966

William Franklin „Billy“ Graham, KBE (* 7. November 1918 in Charlotte, North Carolina; † 21. Februar 2018 in Montreat, North Carolina) war ein US-amerikanischer Baptistenpastor und Erweckungsprediger des Evangelikalismus. Er wird in den Vereinigten Staaten nicht nur von konservativen Theologen als einer der einflussreichsten christlichen Prediger des 20. Jahrhunderts bezeichnet.

## Leben

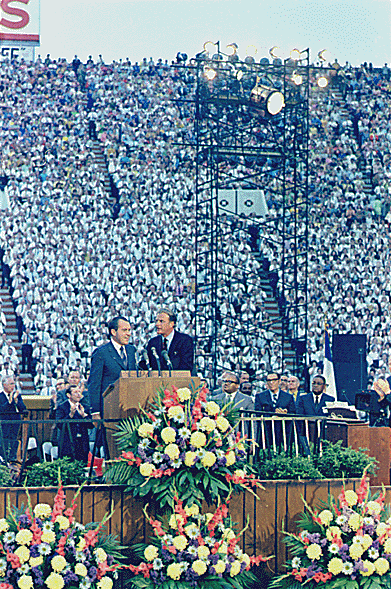
Richard Nixon und Billy Graham am 28. Mai 1970 während einer Evangelisation

William „Billy“ Graham wurde in ein konservatives presbyterianisches Elternhaus hineingeboren. Bei einer Evangelisationsveranstaltung in seinem Heimatort Charlotte, gehalten von dem baptistischen Prediger Mordecai Ham im Herbst 1934, hatte Graham ein Bekehrungserlebnis. Daraufhin begann er ein Theologiestudium an der Bob Jones University und dem Florida Bible College. 1939 wurde er in der Southern Baptist Convention zum Pastor ordiniert. 1943 schloss er sein Studium am Wheaton College ab. In dieser Zeit übernahm er auch die Präsidentschaft für eine Schule.
Am Wheaton College lernte er seine spätere Frau Ruth McCue Bell kennen, deren Vater Arzt und Missionar war. Aus Grahams Ehe mit Ruth Bell Graham, die als Tochter von Missionaren in China und Korea aufwuchs, gingen drei Töchter und zwei Söhne hervor,  die ebenfalls in evangelikalen amerikanischen Kirchen aktiv und überregional bekannt sind. Sein Sohn Franklin Graham führt die Geschäfte der Billy Graham Evangelistic Association (BGEA).
Billy Graham war Mitbegründer und erster Vollzeitmitarbeiter der evangelikalen Organisation Youth for Christ (YFC), für die er verschiedene Erweckungsveranstaltungen durchführte. 1948 verfassten sein Team und er während einer Evangelisationsveranstaltung im kalifornischen Modesto das sogenannte Modesto-Manifest, das einen hohen ethischen Standard für sie als reisende Evangelisten festlegte. Die vier enthaltenen Themen Ehrlichkeit, Integrität, Reinheit und Demut sollten Antworten auf allfällige Versuchungen sein. 1949 erregte er bereits in seiner Arbeit als „Erweckungsprediger“ große Aufmerksamkeit. Die Veranstaltungen, zu denen er in Los Angeles predigte, waren zunächst für 3 Wochen angesetzt. Da aber wegen seiner zunehmenden Popularität der Zulauf extrem hoch war, wurde die Zeitdauer insgesamt auf acht Wochen ausgeweitet. 1950 gründete er sein eigenes Missionswerk, die Billy Graham Evangelistic Association (BGEA). Zusammen mit dem damaligen Geschäftsführer George Wilson wurde schnell das Mission Statement festgelegt: Durch jedes nur mögliche Mittel das Evangelium des Herrn Jesus Christus verbreiten. Im selben Jahr begann er mit einer eigenen Radiosendung unter dem Namen The Hour of Decision (deutsch: „Stunde der Entscheidung“), die in den folgenden 50 Jahren sowohl in den Vereinigten Staaten als auch im Ausland gesendet wurde. 1951 entschloss sich Graham, zukünftig ausschließlich als Evangelist tätig zu sein, und legte sein Amt, das er als Präsident einer Schule angenommen hatte, nieder.
1953 erschien sein erstes Buch. Insgesamt veröffentlichte er mehr als 25 Bücher. Graham gilt als Initiator des Internationalen Kongresses für Weltevangelisation, der 1974 im schweizerischen Lausanne stattfand und als dessen Ergebnis die Lausanner Verpflichtung gilt, ein maßgebliches Dokument des Evangelikalismus.

Billy Graham (r.) bei einem Treffen mit Präsident Bill Clinton (1996)

Seit den 1950er Jahren führte Billy Graham bis zum Jahr 2000 Massenevangelisationen, sogenannte Crusades (Kreuzzüge) durch. Typisch waren jeweils die Momente kurz vor Schluss der Veranstaltungen, wenn er zur Besinnung und Entscheidung für Jesus Christus aufrief. Er begann seinen evangelistischen Dienst bei YFC in den USA und weitete sein Evangelisationswerk auf alle Erdteile aus. Ende der 1980er Jahre wirkte er als einer der ersten ausländischen Evangelisten in Moskau. In Deutschland führte er in Verbindung mit der Evangelischen Allianz insgesamt fünf Crusades durch. Die bekannteste unter ihnen war die Euro ’70, die in der Dortmunder Westfalenhalle stattfand und mit damals modernster Technik in viele Großstädte Deutschlands live übertragen wurde. Er war in den 1990er Jahren ebenfalls am Aufbau von ProChrist beteiligt.

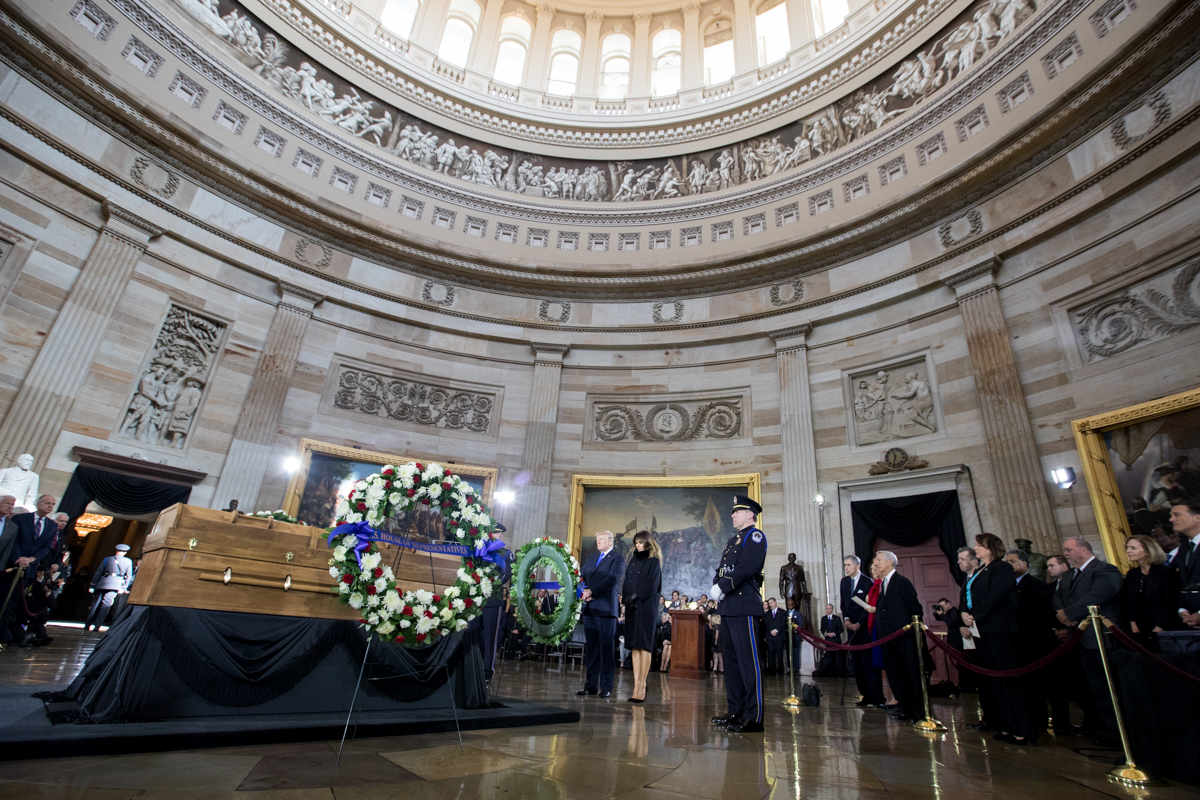
US-Präsident Donald Trump und seine Frau Melania Trump erweisen Graham die letzte Ehre (2018)

Billy Graham litt an der Parkinson-Krankheit sowie an Prostatakrebs und beendete im Jahr 2000 seine Missionsarbeit. Er predigte jedoch auch später noch vor großem Publikum; seine Predigten wurden tendenziell immer einfacher, klarer und zentraler, und verzichteten auf spekulative Themen und Aussagen. Während seiner 50-jährigen Tätigkeit als Evangelist soll er mit seinem stabilen Team der BGEA, deren Geschäftsführer er auch war, ein Vermögen von rund 384 Millionen Dollar erwirtschaftet haben. Die BGEA vertreibt Bücher, Magazine, CDs, Videos, DVDs, macht Schulungen, Radio und Fernsehen und sammelt Spenden.
Durch die zunehmende krankheitsbedingte Schwäche von Billy Graham zog er sich allmählich ins Privatleben zurück. Hier lebte er zurückgezogen in Montreat in North Carolina, wo er am 21. Februar 2018 im Alter von 99 Jahren starb. Sein Leichnam wurde vom 28. Februar bis zum 1. März in der Rotunde des United States Capitol aufgebahrt.

## Wirken und Positionen

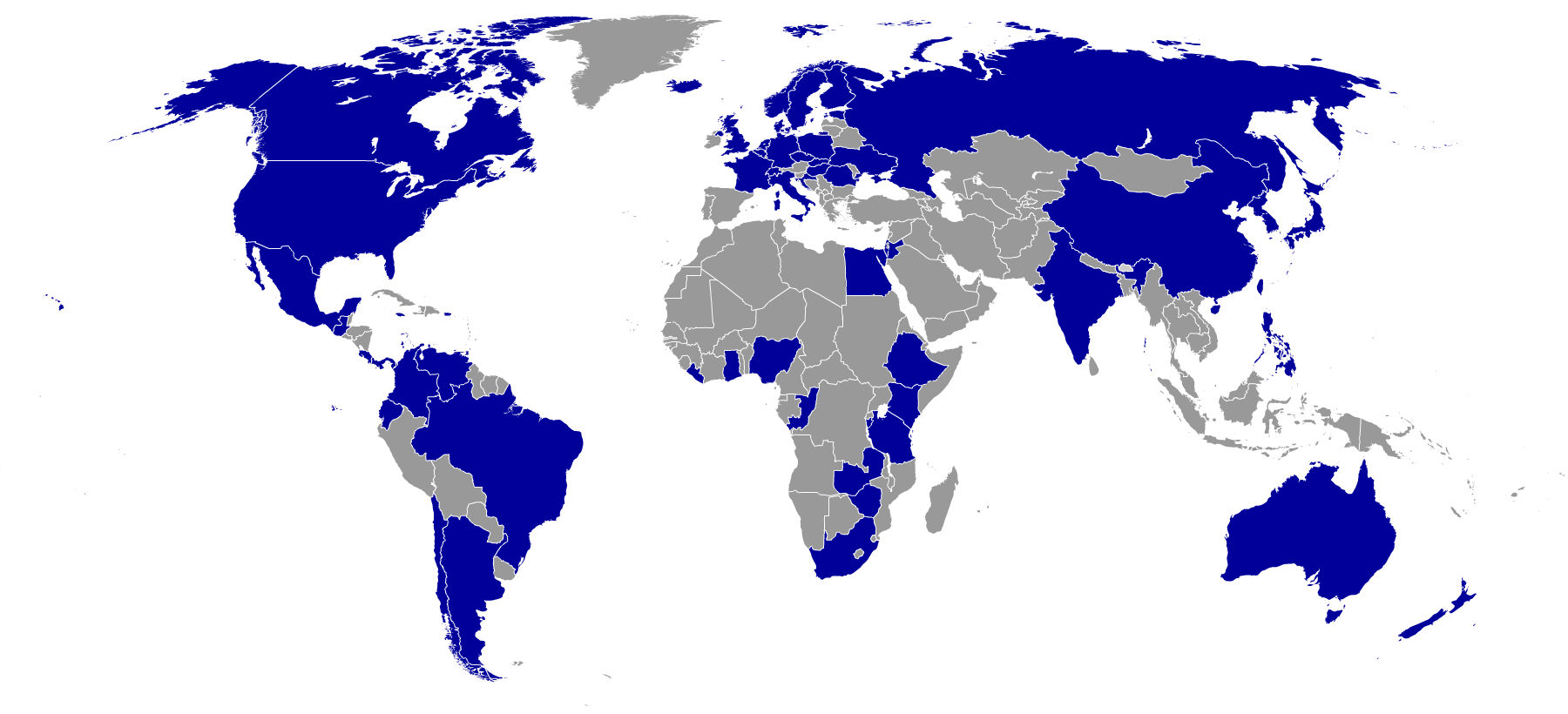
Länder, in denen Billy Graham predigte

Graham war Pastor der Southern Baptist Convention, aber seine Verkündigung war niemals konfessionell gebunden. Er arbeitete mit vielen unterschiedlichen Denominationen zusammen. Theologisch gehörte er zu den Begründern der evangelikalen Bewegung, die sich in den 1950er-Jahren vom Christlichen Fundamentalismus löste. Graham war gegen Abtreibung und Homosexualität. In diesen politischen Fragen trat er aufseiten konservativer Rechter in den USA auf. Der Südstaatler Graham lehnte Rassentrennung ab und trat schon in den 1950ern vor gemischtem Publikum auf. Sein Freund Martin Luther King bemerkte, dass er ohne den Einsatz Grahams – dessen Meinung bei Weißen in den Südstaaten einflussreich war – nicht so erfolgreich gewesen wäre. Allerdings lehnte Graham eine Teilnahme am Selma-Marsch wohl auch im Hinblick auf seine weißen Anhänger ab. 2005 äußerte er sich, er bereue, nicht aktiver in der Rassenfrage gewesen zu sein. Kritik erntete Graham dafür, sich für den Vietnamkrieg einspannen zu lassen. Er unterstützte die Soldaten geistlich im Krieg der USA in Vietnam durch Truppenbesuche und Großveranstaltungen (crusades) zu Weihnachten 1966, 1967 und 1968. Anlässlich des Vietnamkrieges predigte er:

„Irgendwo und irgendwann muss man eine Grenze ziehen, bis zu der der kommunistische Aggressor gehen kann und keinen Schritt weiter. Wo soll man diese Grenze ziehen? Soll man sie in Thailand und Südvietnam ziehen, oder soll man weichen und sie bei den Philippinen ziehen, oder soll man weichen und sie bei Hawaii ziehen, oder soll man weichen und sie an der Westküste Kaliforniens ziehen, oder soll man weichen und sie an der Westgrenze von  Texas ziehen oder soll man noch weiter weichen und diese Grenze am Mississippi ziehen? Wo steht ihr? An einem bestimmten Ort und zu einer bestimmten Zeit muss Amerika standhaft bleiben.“

Seinen Argwohn gegenüber „der gewaltigen Macht des Kommunismus“, des „Feindes des Christentums“, verknüpfte er mit endzeitlichen Vorstellungen (1954):

„Der Antichrist, vor dem die Propheten warnten, daß er in den letzten Tagen erscheinen würde, wächst und nimmt Gestalt an vor unseren Augen …“

Das Erscheinen des Antichristen schien für Graham bereits sehr nahe:

„Die Zeit rückt nahe, die Zielstrecke ist schon abgesteckt... Die Anzeichen des falschen Propheten sind überall zu erkennen, und viele von uns mögen lebendige Zeugen des furchtbaren Augenblicks werden, wenn der letzte Akt dieses uralten Dramas beginnt.“

Allerdings legte sich Graham zeitlich nicht fest, im Unterschied zu solchen Buchautoren und Gemeinschaften, für die das Thema Endzeit zentral war. Das zentrale Anliegen für Graham war, dass Menschen Frieden mit Gott (so ein Buchtitel) finden.
Schon früh begann Graham die modernen Massenkommunikationsmittel zu nutzen. Neben umfangreicher Literaturarbeit (er gründete die Zeitschrift Decision / Entscheidung) nutzte er schon früh das Radio und den Film (World Wide Pictures Inc.) als Massenmedien. Später kam das Fernsehen hinzu, schließlich das Satellitenfernsehen (Fernsehprediger). Laut Aussagen des Journalisten Ben Bagdikian wurde Graham durch Unterstützung der sprichwörtlichen (Citizen Kane) Zeitungsmogule William Randolph Hearst und Henry Luce bekannt. So erwirkte Hearst durch ein Telegramm an den Herausgeber des Nachrichtenmagazins TIME Anfang der 1950er-Jahre to puff Graham, dass dieser auf dem Titelbild der Zeitschrift erschien.

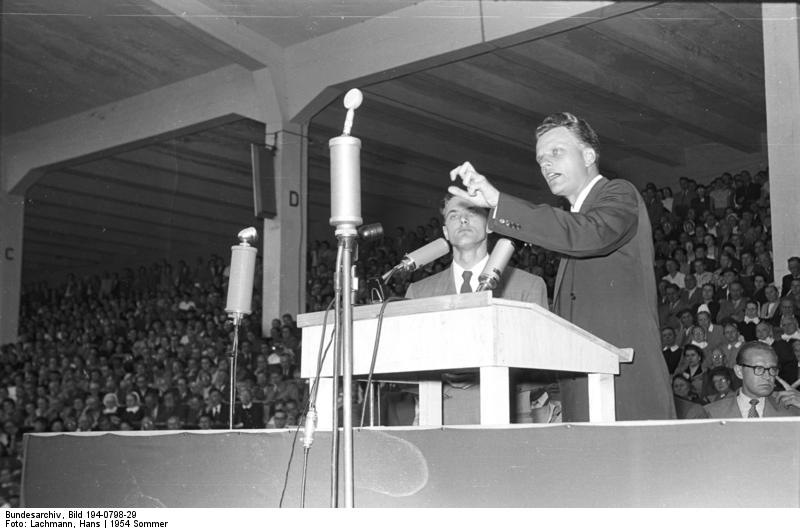
Billy Graham in Duisburg (1954)

Insgesamt verkündigte Graham auf 417 Großveranstaltungen, darunter einem Rockfestival, vor 210 Millionen Menschen in 185 Ländern. Siebenmal trat er in Deutschland auf, zuletzt 1993 bei der Veranstaltung ProChrist.
Im Jahr 1954 trat er unter anderem im Olympiastadion Berlin auf.
Im Jahr 1982 durfte er in mehreren Städten der DDR auftreten, darunter Berlin, Dresden und Wittenberg.
In seinen Predigten erwähnte er immer wieder Anekdoten und Beispiele aus dem persönlichen Erleben.
Grahams Bemühungen um einen religiösen Neuanfang in den Nachfolgestaaten der atheistischen Sowjetunion brachten wenige Ergebnisse.
Zu Grahams Arbeit gehörte die Schulung ehrenamtlicher Mitarbeiter und sogenannter Multiplikatoren. Bedeutsam – aber auch umstritten – war sein Kontakt zu politischen Entscheidungsträgern. Graham fungierte auch als seelsorgerlicher Berater mehrerer US-amerikanischer Präsidenten, so etwa bei Richard Nixon. Präsident George W. Bush wurde nach eigenen Aussagen bei der Überwindung seiner Alkoholprobleme entscheidend durch Graham, einen Freund der Familie Bush, unterstützt.
Als 30 Jahre nach dem Rücktritt von Präsident Nixon dessen illegal mitgeschnittene Tonbänder durch das National Archive veröffentlicht wurden, kam es nach der Freigabe eines aufgezeichneten Gesprächs zwischen Nixon und Graham zu einem Eklat. O-Ton Graham am 1. Februar 1972:

“A lot of the Jews are great friends of mine, they swarm around me and are friendly to me because they know that I'm friendly with Israel. But they don't know how I really feel about what they are doing to this country. And I have no power, no way to handle them, but I would stand up if under proper circumstances.”

„Eine Menge Juden sind gute Freunde von mir, sie umschwärmen mich und sind freundlich zu mir, denn sie wissen, dass ich freundlich zu Israel bin. Aber sie wissen nicht, wie ich wirklich darüber denke, was sie mit diesem Land machen. Und ich habe nicht die Macht, das zu ändern, habe keine Möglichkeit, anders mit ihnen umzugehen, aber unter angemessenen Umständen würde ich mich dagegen wehren.“

Nachdem die Mitschnitte veröffentlicht worden waren, sagte Graham, er könne sich nicht an das Gespräch aus der Zeit seiner Evangelisationen und angetragenen moralischen Führerschaft erinnern, und entschuldigte sich – die Tonbandmitschnitte gäben jedenfalls nicht seine Meinung wieder.

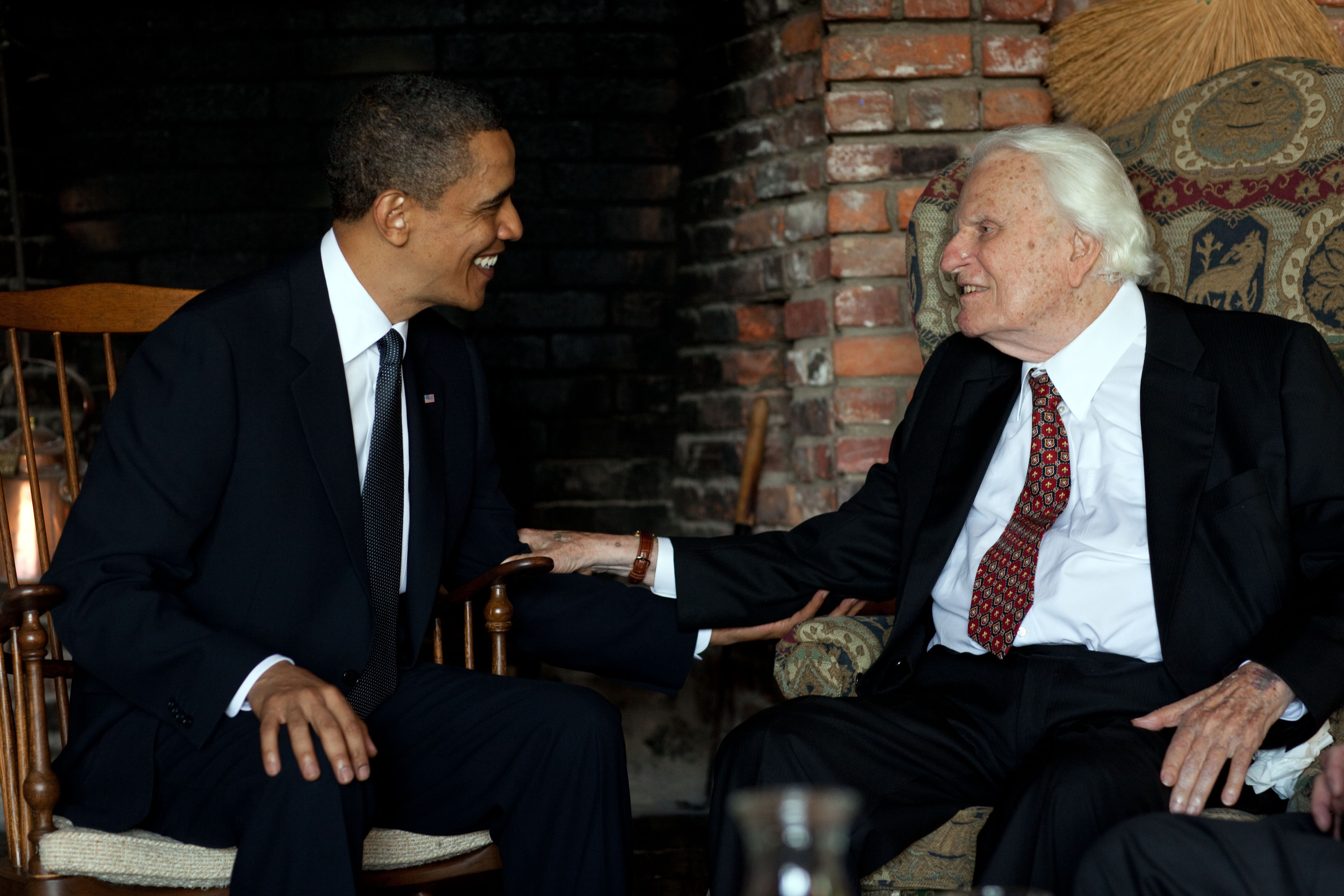
Billy Graham bei einem Treffen mit Präsident Barack Obama (2010)

Graham hatte den Spitznamen „Das Maschinengewehr Gottes“. Zu seinen Standardphrasen gehörte „Die Bibel sagt“.
Laut der Autorin Frances FitzGerald gilt Graham neben Pat Robertson als eine der Schlüsselfiguren für „den ideologischen Wandel von der Trennung von Staat und Religion hin zu einer Unterwanderung des Staates durch religiöse Akteure und deren Agenda“.

## Billy Graham in der populären Kultur
In der Fernsehserie The Crown wird Billy Graham in der sechsten Folge der zweiten Staffel von Paul Sparks gespielt.
Der Film Billy Graham – Ein Leben für die gute Botschaft beschäftigt sich mit den Anfängen von Grahams Wirken als Prediger. Hier wird Billy Graham von Armie Hammer dargestellt.

## Auszeichnungen

Präsident Ronald Reagan (l.) überreicht Billy Graham die Presidential Medal of Freedom (1983)

- Oberst ehrenhalber des Staates Tennessee (1963)[22]
- Golden Plate Award der Academy of Achievement (1965)[23]
- George Washington Honor Medal der Freedoms Foundation (1968)[22]
- Torch of Liberty Award der Anti-Defamation League (1969)[24]
- George Washington Honor Medal der Freedoms Foundation (1971)[22]
- Ehrenmitgliedschaft bei den United Daughters of the Confederacy (1972)[22]
- George Washington Honor Medal der Freedoms Foundation (1973)[22]
- Ehrenbürgerschaft von West Helena (1974)[22]
- Ehrenbürgerschaft von Los Angeles (1976)[22]
- Ehrenmedaille der Daughters of the American Revolution (1977)[22]
- Presidential Medal of Freedom (1983)[25]
- Ehrenmedaille der Daughters of the American Revolution (1983)[22]
- Congressional Gold Medal (1996)[26]
- Aufnahme in die Gospel Music Hall of Fame (1999)[27]
- Ronald Reagan Freedom Award durch die Ronald Reagan Presidential Library (2001)[28]
- Knight Commander des Order of the British Empire durch Königin Elisabeth II. (2001)[29]
- Enthüllung einer 2,10 m großen Bronzestatue im Kapitol (2024)

### Ehrendoktorwürden
- Ehrendoktorwürde der Bob-Jones-Universität (1948)[22]
- Ehrendoktorwürde des Houghton College (1950)[22]
- Ehrendoktorwürde des Wheaton College (1956)[22]
- Ehrendoktorwürde des Belmont Abbey College (1967)[22]
- Ehrendoktorwürde der Universität Jacksonville (1973)[22]
- Ehrendoktorwürde der Dallas Baptist University (1985)[22]
- Ehrendoktorwürde des Hong Kong Baptist College (1990)[22]
- Ehrendoktorwürde der Universität von North Carolina in Chapel Hill (1996)[22]

## Auswahl von Schriften in deutscher Übersetzung
- Das Geheimnis des Glücks. Hinweise zu einem glücklichen Leben nach den Seligpreisungen der Bergpredigt. R. Brockhaus 1954 (Originaltitel: The Secret of Happiness, übersetzt v. U. Wever).
- Friede mit Gott, R. Brockhaus, 1954 (Originaltitel: Peace with God, übersetzt v. R. Dumath); spätere Auflage u. a. SCM Hänssler, 2019, ISBN 3-7751-5913-4.
- Billy Graham an die Teenager. Oncken, Kassel 1960 (Originaltitel: Billy Graham talks to teen-agers, übersetzt v. A. Schmidt).
- Christus bricht Ketten. Evangelistische Ansprachen über die sogenannten Todsünden. Oncken, Kassel 1963 (Originaltitel: Freedom from the seven deadly sins, übersetzt v. A. Schmidt).
- Herausforderung zum Leben. R. Brockhaus, 1970 (Originaltitel: The Challenge, übersetzt v. K. Mittelstädt).
- Das sagt die Bibel : Stellungnahmen zu aktuellen Fragen des Lebens und Glaubens. Verlag Johannes Fix, 1977 (Originaltitel: Blow, Wind of God!, übersetzt v. A. Sperling-Botteron).
- Geht unsere Welt ihrem Ende entgegen?, Hänssler, 1993 (Originaltitel: Storm warning).
- Von unsichtbaren Mächten geborgen, Hänssler, 1993 (übersetzt v. W. Reuter).
- So wie ich bin. Die Autobiographie. Brunnen, Gießen 1998, ISBN 3-7655-3694-6 (Originaltitel: Just as I am, übersetzt v. C. Rendel).
- Jedes Leben – eine Reise. Geistliche Wahrheiten. Hänssler, 2007, ISBN 978-3-7751-4638-8.
- Der biblischen Botschaft verpflichtet – im evangelistischen Dienst. Esras.net, 2007, ISBN 978-3-905899-56-6.
- Gott ist da – an jedem Tag! 365 Andachten für Kinder, Francke-Buchhandlung, Marburg 2018, ISBN 978-3-96362-026-3 (Originaltitel: Hope for the Day for Kids, übersetzt v. C. Rohleder).